# Magiczna Gwiazda
Magiczna Gwiazda – polski film animowany z 2003 roku w reżyserii Wiesława Zięby. Film stanowi kontynuację dwóch innych bajek: Tajemnice wiklinowej zatoki i Powrót do Wiklinowej Zatoki.

## Obsada
- Cezary Pazura – Archibald
- Olaf Lubaszenko – Hubert
- Ewa Sałacka – Melania
- Leszek Filipowicz – Serafin
- Roman Holc – Horacy
- Aleksander Gawek – Arnold
- Dorota Gorianow – Bartek
- Iwona Hołuj – Cecylia

i inni

## Ekipa
- Reżyseria: Wiesław Zięba
- Scenariusz: Jerzy Maciej Siatkiewicz
- Muzyka: Henryk Kuźniak
- Dźwięk: Michał Kosterkiewicz, Krzysztof Wodziński
- Kierownictwo produkcji: Eugeniusz Gordziejuk
- Producent wykonawczy: Mirosław Danielczyk